# Rudolph Hammer

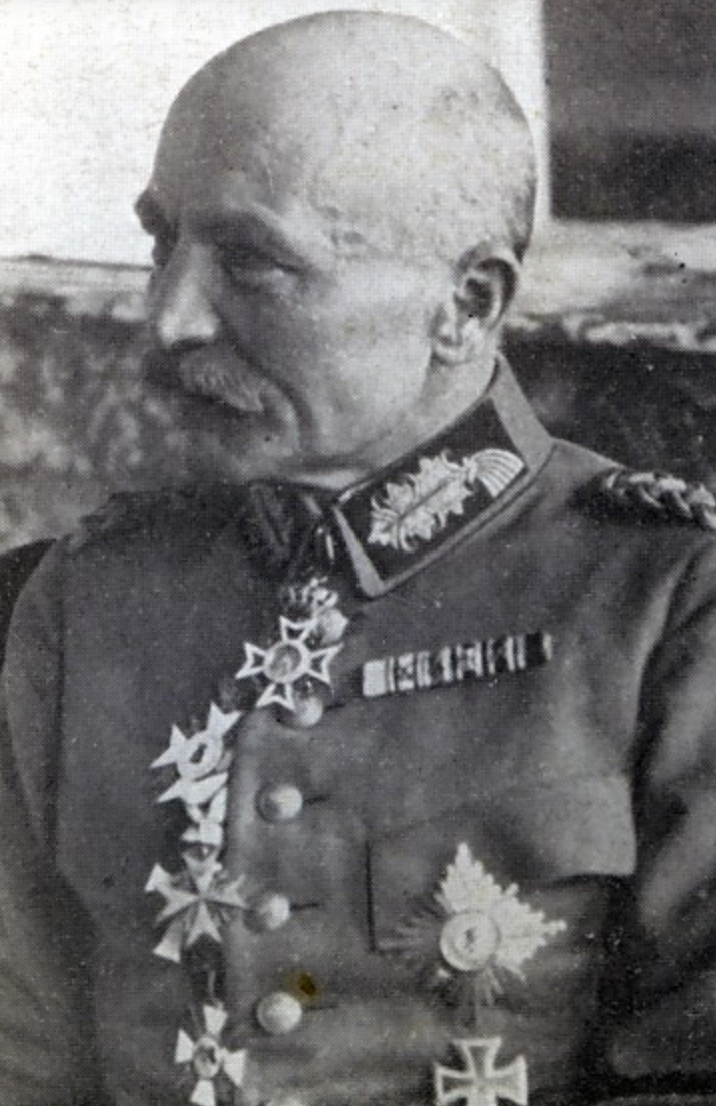
Rudolph Hammer

Rudolph Hammer (* 4. August 1862 in Dresden; † 18. Januar 1926 ebenda) war ein sächsischer Generalleutnant im Ersten Weltkrieg.

## Leben
Hammer trat nach seiner Erziehung im Kadettenkorps am 1. April 1880 als Fähnrich in das 4. Infanterie-Regiment Nr. 103 der Sächsischen Armee ein. Dort wurde er am 12. Oktober 1881 zunächst zum Sekondeleutnant und am 1. April 1887 zum Premierleutnant befördert. Als solcher wurde Hammer von 1889 bis 22. September 1892 als Erzieher zum Kadettenkorps Dresden kommandiert. Unter gleichzeitiger Beförderung zum Hauptmann erfolgte am 24. März 1893 seine Ernennung zum Kompaniechef in seinem Stammregiment. In gleicher Funktion wurde Hammer dann am 21. Mai 1895 nach Straßburg in das 6. Infanterie-Regiment Nr. 105 versetzt, dem er bis zum 25. März 1899 angehörte. Anschließend wurde er in die Intendantur beim Generalkommando des XIX. (II. Königlich Sächsisches) Armee-Korps versetzt und vier Jahre später dem 7. Infanterie-Regiment Nr. 106 aggregiert. Als Major übernahm Hammer dann am 23. Oktober 1903 ein Bataillon im 10. Infanterie-Regiments Nr. 134 in Plauen. Vom 23. Juni 1905 bis 10. Dezember 1908 fungierte er im Anschluss als Kommandeur des II. Bataillons im 14. Infanterie-Regiments Nr. 179 in Leisnig und wurde zwischenzeitlich am 16. Juli 1908 zum Oberstleutnant befördert. Es folgte bis zum 23. September 1910 seine Verwendung beim Stab des 6. Infanterie-Regiments Nr. 105. Hammer kehrte dann in seine Heimatstadt zurück, wurde Abteilungschef im dortigen Kriegsministerium und erhielt hier am 23. September 1911 seine Beförderung zum Oberst. Er wechselte dann am 13. Dezember 1912 wieder in den Truppendienst über und wurde zum Kommandeur des in Chemnitz stationierten 5. Infanterie-Regiments „Kronprinz“ Nr. 104 ernannt.

### Erster Weltkrieg
Mit Ausbruch des Ersten Weltkriegs machte sein Regiment mobil und marschierte im Verbund mit der 40. Infanterie-Division in das neutrale Belgien ein. Dort hatte es bei während der Schlacht bei Dinant vom 22. bis 24. August die Aufgabe, die strategisch wichtige Maasbrücke bei Hastière zu nehmen. Dies gelang allerdings erst nach einem 20-stündigen Kampf. Während des weiteren Vormarsches Richtung Frankreich wurde Hammer bei Surice schwer verwundet, als ihm ein Gewehrschuss den Unterkiefer zerschmetterte. Ausgezeichnet mit dem Eisernen Kreuz kehrte er nach einem Lazarettaufenthalt in der Heimat als Generalmajor (seit 21. November 1914) erst Mitte Dezember 1914 zu seinem Regiment an die Front zurück. König Friedrich August III. ernannte ihn am Heiligen Abend 1914 zum Kommandeur der 8. Infanterie-Brigade Nr. 89, die Hammer an der Westfront bis zum 19. April 1916 kommandierte. Kurzzeitig war er in Anschluss bis 4. Mai 1916 Kommandeur der 32. Infanterie-Division und erhielt dann das Kommando über die 24. Infanterie-Division. Diese führte er in den kommenden Monaten bis August und dann wieder von Oktober bis November während der Schlacht an der Somme sowie im Stellungskrieg in Flandern. Im Oktober 1916 erhielt er die Erlaubnis zur Annahme des Roten Adlerordens II. Klasse mit Schwertern. Ab Juni 1917 war die Division im Wytschaete-Bogen und der anschließenden Dritten Flandernschlacht im Einsatz. Der von Hammer befehligte Abschnitt konnte dabei mehrfach feindlichen Angriffen standhalten und abwehren. Für diese Leistung wurde Hammer von seinem vorgesetzten General Karl Dieffenbach zum Orden Pour le Mérite eingereicht. Nachdem auch der Kommandierende General Friedrich Sixt von Armin die Verleihung unterstützt hatte, wurde Hammer daraufhin durch Wilhelm II. am 24. November 1917 die höchste preußische Tapferkeitsauszeichnung verliehen.
Ab Februar 1918 unterstand die Division der neugebildeten 17. Armee und bereitete sich in der Folgezeit auf die Große Schlacht in Frankreich vor. Am 21. März 1918 eröffneten die deutschen Streitkräfte die Offensive und konnten die feindliche Front westlich von Cambrai durchbrechen. Hammers Division kam erst als 3. Welle zum Einsatz und es gelang ihr, das Herzstück der englischen Stellung, den Park von Vélu zu erstürmen. In Anerkennung seiner damit verbundenen Leistungen verlieh ihm der sächsische König am 28. März 1918 das Kommandeurskreuz I. Klasse des Militär-St.-Heinrichs-Ordens. Außerdem wurde Hammer am 17. Juni 1918 zum Generalleutnant befördert. Nach dem Ende der Offensive befand die Division sich wieder im Stellungskrieg. Sie kämpfte in der Folgezeit an der Avre, bei der 9. Armee zwischen Cambrai und St. Quentin, in der Siegfried- und zuletzt vor und in der Hermannstellung. Durch die schweren Abwehrkämpfe wurde die Division auf eine Stärke von lediglich 500 Mann dezimiert.
Nach dem Waffenstillstand marschierten die Reste mit Hammer an der Spitze in die Heimat zurück. Dort wurde er auf sein Gesuch hin am 26. Januar 1919 zur Disposition gestellt.
Im Ruhestand betätigte sich Hammer bis zu seinem Tode als Vorsitzender der sächsischen Offizierverbände.